# Merinthopodium neuranthum
Merinthopodium neuranthum är en potatisväxtart som beskrevs av John Donnell Smith. Merinthopodium neuranthum ingår i släktet Merinthopodium och familjen potatisväxter. Inga underarter finns listade i Catalogue of Life.